# Bíró Levente
Bíró Levente (Székelyudvarhely, 1924. december 20. – Kolozsvár, 2007. július 10.) romániai magyar színész, a Kolozsvári Állami Magyar Színház örökös tagja.

## Élete
A középiskola elvégzése után a Ludovika Akadémiára járt. A második világháború után a kolozsvári Dolgozók Színházában lépett fel először. 1948-ban Sepsiszentgyörgyre ment a színház megalapításához. 1969-től a kolozsvári társulat tagja volt. Főleg vígjátéki és karakterszerepeket játszott.

## Főbb szerepei
- Falstaff - William Shakespeare: A windsori víg nők
- Apa - Gárdonyi Géza: Lámpás
- Zselley - Móricz Zsigmond: Úri muri
- Gaffney - Mary Coyle Chase: Barátom, Harvey
- Báró - Heltai Jenő: Tündérlaki lányok
- Mr. Gilbey - G. B. Shaw: Fanni első színdarabja
- Bancier - Jean-Paul Sartre: Az ördög és a jóisten
- Archidamus - William Shakespeare: Téli rege
- Gál - Molnár Ferenc: Játék a kastélyban
- Sorsjegyárus - Dumitru Radu Popescu: Szomorú angyalok
- Kányai - Szigligeti Ede: Liliomfi
- Szárnyai - Szigligeti Ede: A csikós
- Ferailon - Georges Feydeau: Bolha a fülbe
- Gilbert -  Edward Albee: Mindent a kertbe
- Sámuel - Méhes György: Miből lesz a cserebogár
- Nick - William Saroyan: Így múlik el az életünk
- Dondos - Bálint Tibor: Sánta angyalok utcája
- Isten - Bertolt Brecht: A szecsuáni jólélek
- Chrysalde - Molière: A nők iskolája
- Aslaksen - Henrik Ibsen: A nép ellensége
- Ianke - Victor Ion Popa: Micsoda zűrzavar
- Szappanos Simon Jókai Mór-Méhes György: A nagyenyedi két fűzfa
- Király - Csiky Gergely: A nagyratermett
- Pandupho - Friedrich Dürrenmatt: János király
- Benedek -  Örkény István: Kulcskeresők
- Tallérossy - Jókai Mór: A kőszívű ember fiai
- Holofernes - Shakespeare-Mészöly: Lóvátett lovagok
- Ettingen herceg - Molnár Ferenc: Olympia
- Hajas - Csepregi Turkovitz Ferenc: Piros bugyelláris
- Svéd követ - Bulgakov: Iván a rettentő
- Beauderthuis - Eugène Labiche: Olasz szalmakalap
- Zughy - Csiky Gergely: A kaviár
- Fater - Szigligeti Ede: Vőlegény
- Vajda - Lucian Blaga: Manole Mester
- Csendbiztos - Tóth Ede: A falu rossza
- Pap - William Shakespeare: Hamlet

## Filmszerepei
- Harmadik nekifutás, 1973, rendező Bacsó Péter
- A ménesgazda, 1978, rendező Kovács András
- Duios Anastasia trecea (Anastasia fájdalommal haladt el), 1979, rendező Alexandru Tatos